# Hôtel Aubecq
L'hôtel Aubecq était un hôtel particulier de style Art nouveau conçu par Victor Horta à Bruxelles pour l'industriel Octave Aubecq. Il est détruit en 1950. Les vestiges de la façade sont conservés depuis dans des lieux successifs, sans qu'un projet de reconstruction ne soit formalisé.

## Description

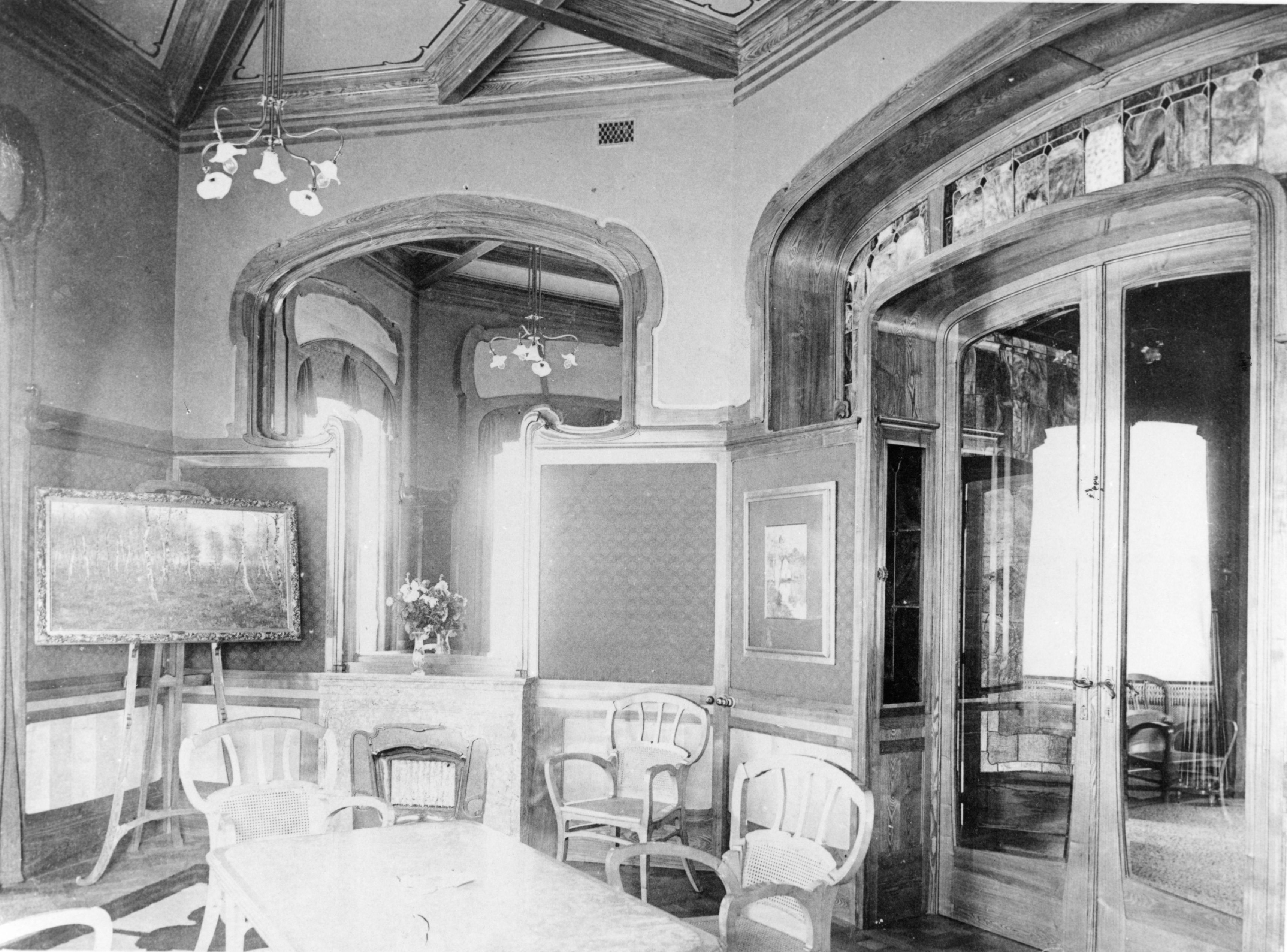
Salon dans l'Hôtel Aubecq (bâtiment detruit, Bruxelles)

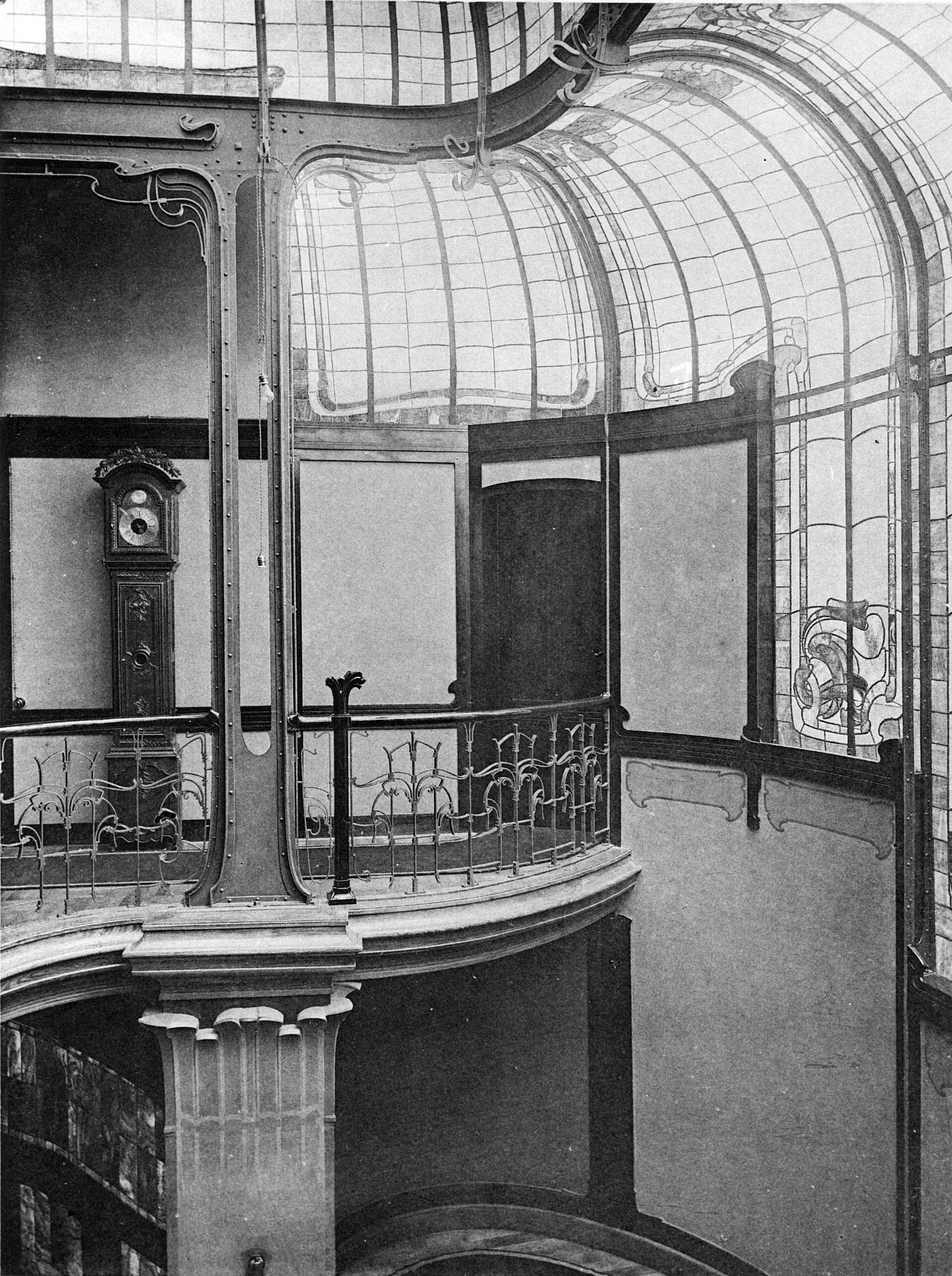
Hall de l'Hôtel Aubecq

Cette maison comportait trois façades libres, bien qu'elle ne fût pas située sur un coin, et ce en vue de maximiser l'apport de lumière naturelle. Cet apport, comme souvent chez Horta, était en outre complété par celui de la grande verrière qui surmontait l'escalier principal.
L'une des particularités de cette construction est la forme de ses pièces, souvent hexagonales ou octogonales. La légende explique ceci de la façon suivante : le commanditaire avait informé Horta de ce qu'il souhaitait installer dans cette maison ses meubles de famille, d'un style classique très différent de celui de Horta. Ce dernier, jugeant que ces meubles ne seraient pas compatibles avec son style et souhaitant comme de coutume créer une œuvre d'art totale, conçut alors une demeure aux pièces si difformes que son propriétaire fut contraint de faire confiance à Horta pour développer ses propres meubles.

## Historique

### Construction et démolition
Sa construction, entre 1899 et 1902, se poursuit par son aménagement intérieur jusqu'en 1904.
Jean Aubecq, le fils d'Octave Aubecq, revend le bâtiment en 1948 au couple Vanderperre, promoteurs immobiliers qui envisagent de le démolir.
Des personnes protestent contre ce projet de démolition, dont Julia Carlsson-Horta (la seconde épouse de Victor Horta) et l’architecte Jean Delhaye qui introduit une demande de classement, rejetée par la Commission royale des monuments et sites,. Finalement, et malgré l'absence de classement, le ministre des travaux publics de l’époque, Auguste Buisseret, décide le démontage et la conservation de la façade principale (qui fait environ 15 mètres de côté sur 11 mètres de hauteur) dans l'espoir d'une éventuelle reconstruction.
Le mobilier est dispersé dans des collections privées ou publiques. Une partie des vitraux, des boiseries et certains meubles sont exposés à Paris, au musée d'Orsay. Certains éléments intègrent la collection Gillion-Crowet.
Un bâtiment de 12 étages remplace alors l'édifice conçu par Victor Horta.
|                                                   |
| Mobilier d'Hôtel Aubecq, collection Musée d'Orsay |

|                                                   |
| Mobilier d'Hôtel Aubecq, collection Musée d'Orsay |

|                                                   |
| Mobilier d'Hôtel Aubecq, collection Musée d'Orsay |

|                                                   |
| Mobilier d'Hôtel Aubecq, collection Musée d'Orsay |

|                                                 |
| Chaise d'Hôtel Aubecq, collection Musée d'Orsay |

|                                                       |
| Chaise d'Hôtel Aubecq, collection Musée Fin-de-Siècle |

### Déménagements successifs
La façade sauvegardée commence alors une série de déménagements. Les pierres sont d'abord entreposées à Saint-Gilles, puis à Namur sur le terrain d'une ancienne caserne, puis finalement dans un terrain vague de Tervuren (ceci rappelant le triste sort de la maison du Peuple). Les châssis et ferronneries sont entreposées dans une caserne bruxelloise. Le reste des matériaux disparaît.
À la fin des années 1990, les façades préservées (propriété de l'État fédéral belge) sont transférées à la Région de Bruxelles-Capitale qui débloque le budget pour procéder à l'étude et à l'inventaire des pièces préservées de la façade.

### Projets de reconstruction
Dans les années 1970, un projet détaillé est conçu par l’architecte Maurice Culot. Ce projet devait être situé près du Mont des Arts, en face de l’actuel musée des Instruments de musique.
En 1984, les pierres sont transférées à Namur où elles doivent être intégrées aux nouveaux bâtiments de la Communauté française. Les architectes Jean Delhaye et Charles Herfurth reconstituent la façade à plat, en font un relevé détaillé et font retailler des pierres perdues. Le projet n'est cependant pas réalisé et le pierres sont à nouveau déplacées, à Tervuren, en 1991.
En 2001, la propriété des vestiges est transférée de l'État à la Région de Bruxelles-Capitale.
En 2004, le bureau d'architecture Herfurth propose cinq projets de reconstruction : un à l'entrée du parc Tenbosch, à environ 300 mètres de son emplacement originel (au 520, avenue Louise) et quatre dans le parc du Cinquantenaire.
En 2010, la Direction des Monuments et Sites (DMS) de la Région bruxelloise charge l'architecte spécialisé en patrimoine, Nicolas Créplet, de la coordination de l'étude des restes de la façade.
Un relevé des éléments de façade est effectué. Avec la contribution de tailleurs de pierres, la plupart des 634 pierres constituant la façade principale (côté avenue Louise) sont ainsi récupérées du terrain vague où elles étaient entreposées et transférées dans un hangar situé rue Navez à Schaerbeek où elles sont alors nettoyées et placées sur des palettes,,.
En 2011, l'exposition "Victor Horta-Hôtel Aubecq" est présentée aux musées royaux des beaux-arts et des visites sont organisées dans le hangar.
En 2011, Charles Picqué renonce officiellement à faire reconstruire l'hôtel au sein d'un centre d'interprétation de l'Art nouveau,. Il est alors prévu d'exposer la façade préservée en situation couchée, en extérieur, le tout accompagné d'une scénographie jugée adéquate, quelque part dans l’espace public bruxellois.
Durant l'été 2016, des informations concernant le squattage du hangar, devenu vétuste, parviennent aux médias et soulèvent un scandale,. Seize pierres sont alors exposées au musée KANAL en 2019 en combinaison avec de nouvelles discussions. L'ensemble des pierres est ensuite transféré à Laeken dans un entrepôt sécurisé.
En 2023, l'installation Aubecq : Fragments - Expérience immersive sur l’Hôtel Aubecq, est présentée dans l'Hôtel van Eetvelde.